# تشویق ایسلندی
تشویق ایسلندی یا شادی ایسلندی یک تشویق فوتبالی است که با صدای بلند و کف زدن اجرا می‌شود. این تشویق توسط هواداران تعدادی از باشگاه‌ها اجرا شده‌است، اما در طول مسابقات یورو ۲۰۱۶، زمانی که هواداران تیم ملی فوتبال ایسلند «کف زدن وایکینگ» یا «کف زدن آتشفشان» خود را با شعار «هو» معرفی کردند، به شهرت رسید. در طول جام جهانی فوتبال ۲۰۱۸ که ایسلند یکی از تیم‌های شرکت‌کننده بود، تشویق ایسلندی بار دیگر توجه‌ها را به خود جلب کرد.

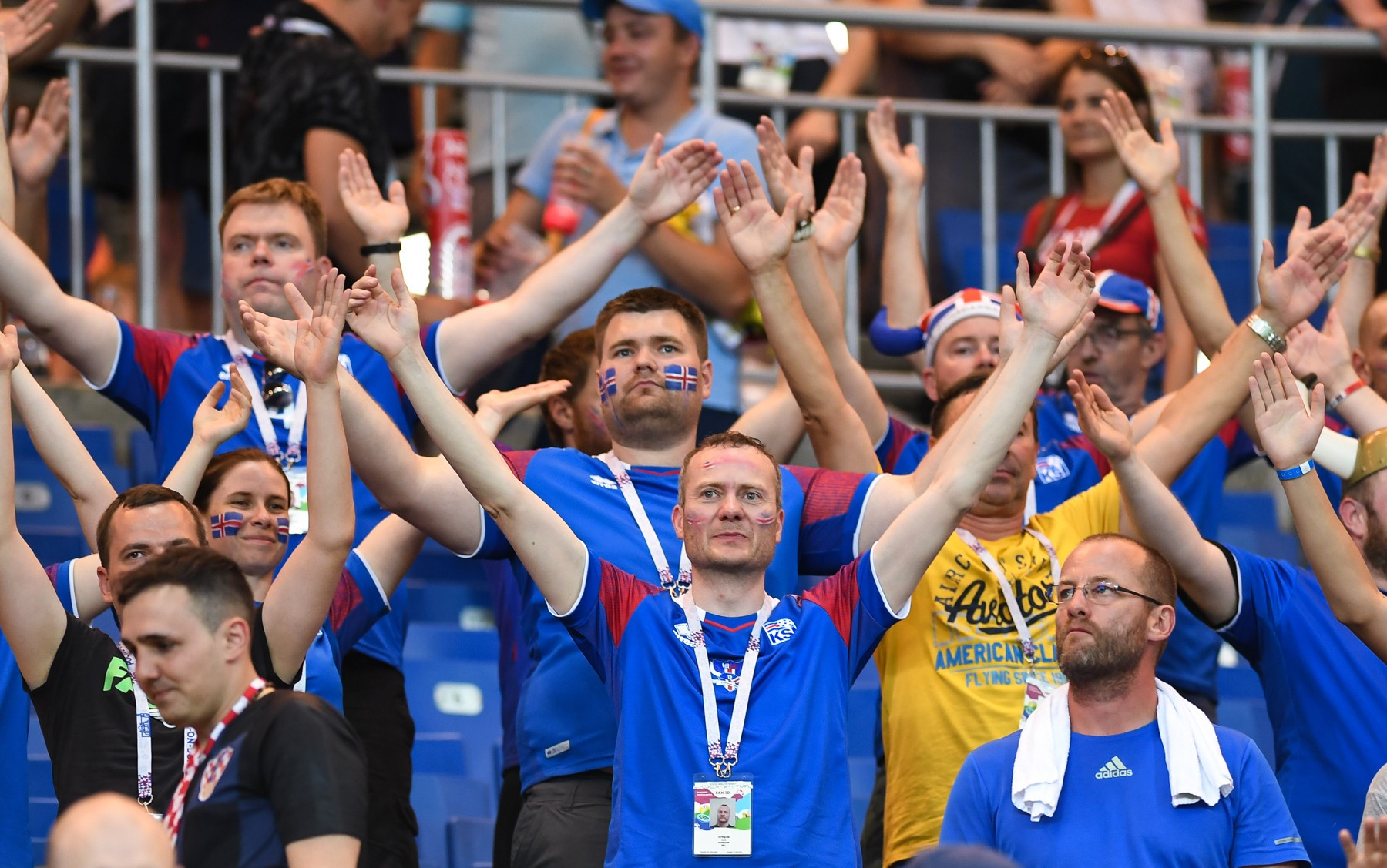
تشویق ایسلندی هواداران ایسلند

## خاستگاه و پیدایش
این حرکت ممکن است از فیلم ۳۰۰ که در سال ۲۰۰۶ منتشر شد الهام گرفته شده باشد. برخی معتقد بودند که این شعار ابتدا توسط هواداران باشگاه اسکاتلندی مادرول مورد استفاده قرار گرفت، در حالی که برخی دیگر معتقد بودند که بیش از دو دهه قبل توسط طرفداران باشگاه فرانسوی لانس اجرا شده‌است. هواداران باشگاه یونانی پائوک نیز از دهه ۱۹۹۰ با گفتن کلمه «پائوک» از این نوع تشویق بهره می‌برند.
استیرمیر گیسلاسون، رئیس اتحادیه هواداران فوتبال ایسلند اظهار داشت که این روش از تشویق‌های هندبال لهستان الهام گرفته شده‌است.

## تکرار در جاهای دیگر دنیا
ایسلند در جریان یورو ۲۰۱۶ یوفا عملکرد غیرمنتظره ای داشت و به مرحله یک چهارم نهایی رسید و اجرای این حرکت توسط هواداران این تیم توجه دیگر هواداران اروپایی را به خود جلب کرد و آنها نیز این روش را اجرا کردند.
این روزها این روش تشویق، در بسیاری از کشورهای دنیا بومی‌سازی شده و مورد استفاده قرار می‌گیرد.

### تشویق ایسلندی در برخی باشگاه‌های ایران و جهان
- هواداران پرسپولیس بلافاصله از زمان برانکو با بردن اسم او، شروع به استفاده از تشویق ایسلندی کردند.[۸][۹]
- هواداران استقلال بلافاصله پس از پایان یورو ۲۰۱۶ تشویق ایسلندی را اجرا کردند. آنها با هر کف زدن، تیم خود را با نام مستعار "S.S" صدا می‌کنند.[۱۰]

- طرفداران تیم راگبی کانبرا رایدرز در سال ۲۰۱۶ پس از برجسته شدن تشویق ایسلندی از این روش استفاده کردند.[۱۱][۱۲][۱۳][۱۴]
- هواداران تیم ملی فوتبال هند هم در جام ملت‌های آسیا ۲۰۱۹ و هم در مسابقات مقدماتی جام جهانی فوتبال ۲۰۲۲ از تشویق ایسلندی استفاده کردند.[۱۵][۱۶]
- هواداران باشگاه فوتبال بولتون واندررز این کار را از سال ۲۰۲۲ برای نشان دادن حمایت از مهاجم جدید ایسلندی خود، یون دادی بودوارسون آغاز کردند.[۱۷]
- هواداران کارولینا هوریکانز نوعی از تشویق ایسلندی به نام موج طوفان را اجرا می‌کنند.[۱۸]
- مینه‌سوتا وایکینگز هم از تشویق ایسلندی استفاده می‌کنند اما به‌جای «هو» کلمه «skol» را بیان می‌کنند.[۱۹]
- هواداران باشگاه فوتبال تورنتو از سال ۲۰۰۸، از این تشویق با نام بوم بوم کلپ استفاده می‌کنند.[۲۰]